# Azool
In de organische chemie vormen de azolen een groep van heterocyclische stikstofverbindingen. Vaak, maar niet noodzakelijk, is er nog één ander niet-koolstofatoom in de ring aanwezig: doorgaans is dit zwavel of zuurstof. Er zijn vijf basisstructuren, die alle aromatisch zijn: pyrrool, pyrazool, thiazool, oxazool en isoxazool. Het nummeren van de koolstofatomen in de ring start steeds bij het atoom dat geen deel uitmaakt van een dubbele binding. Azolen zijn qua naam te herkenning aan de uitgang -ool of -azool.
Azolen komen in een groot aantal natuurlijke stoffen voor. Een voorbeeld is porfyrine, een natuurlijke, purperen kleurstof, bestaande uit vier pyrroolringen. Imidazool en andere verwante azoolverbindingen met twee stikstofatomen zijn zeer algemeen in de natuur, en vormen de basis van vele biomoleculen zoals het aminozuur histidine, vele alkaloïden in planten, en de nucleobasen in DNA

## Voorbeelden

### Één stikstofatoom
- Pyrrool (C4H5N)

### Twee of meer stikstofatomen
- Pyrazool (C3H4N2)
- Imidazool (C3H4N2)
- Triazool (C2H3N3)
- Tetrazool (CH2N4)
- Pentazool (HN5)

### Éen stikstofatoom en één zuurstofatoom
- Oxazool (C3H3NO)
- Isoxazool (C3H3NO)

### Twee stikstofatomen en één zuurstofatoom
- Oxadiazool (C2H2N2O)

### Één stikstofatoom en één zwavelatoom
- Thiazool (C3H3NS)
- Isothiazool (C3H3NS)

### Twee stikstofatomen en één zwavelatoom
- Thiadiazool (C2H2N2S)

## Toepassingen
De meeste azolen worden gebruikt als fungicide of als schimmelwerende geneesmiddelen (antimycotica). Voorbeelden van dergelijke middelen zijn:
- Fungiciden:
  - Ipconazool
  - Imazalil
  - Propiconazool
  - Flutriafol
- Antimycotica:
  - Clotrimazol
  - Posaconazol
  - Ravuconazol
  - Econazol
  - Ketoconazol
  - Voriconazol
  - Fluconazol
  - Itraconazol